# Autolytus spinoculatus
Autolytus spinoculatus är en ringmaskart som beskrevs av Imajima 1966. Autolytus spinoculatus ingår i släktet Autolytus och familjen Syllidae. Inga underarter finns listade i Catalogue of Life.